# Paleis op de Meir

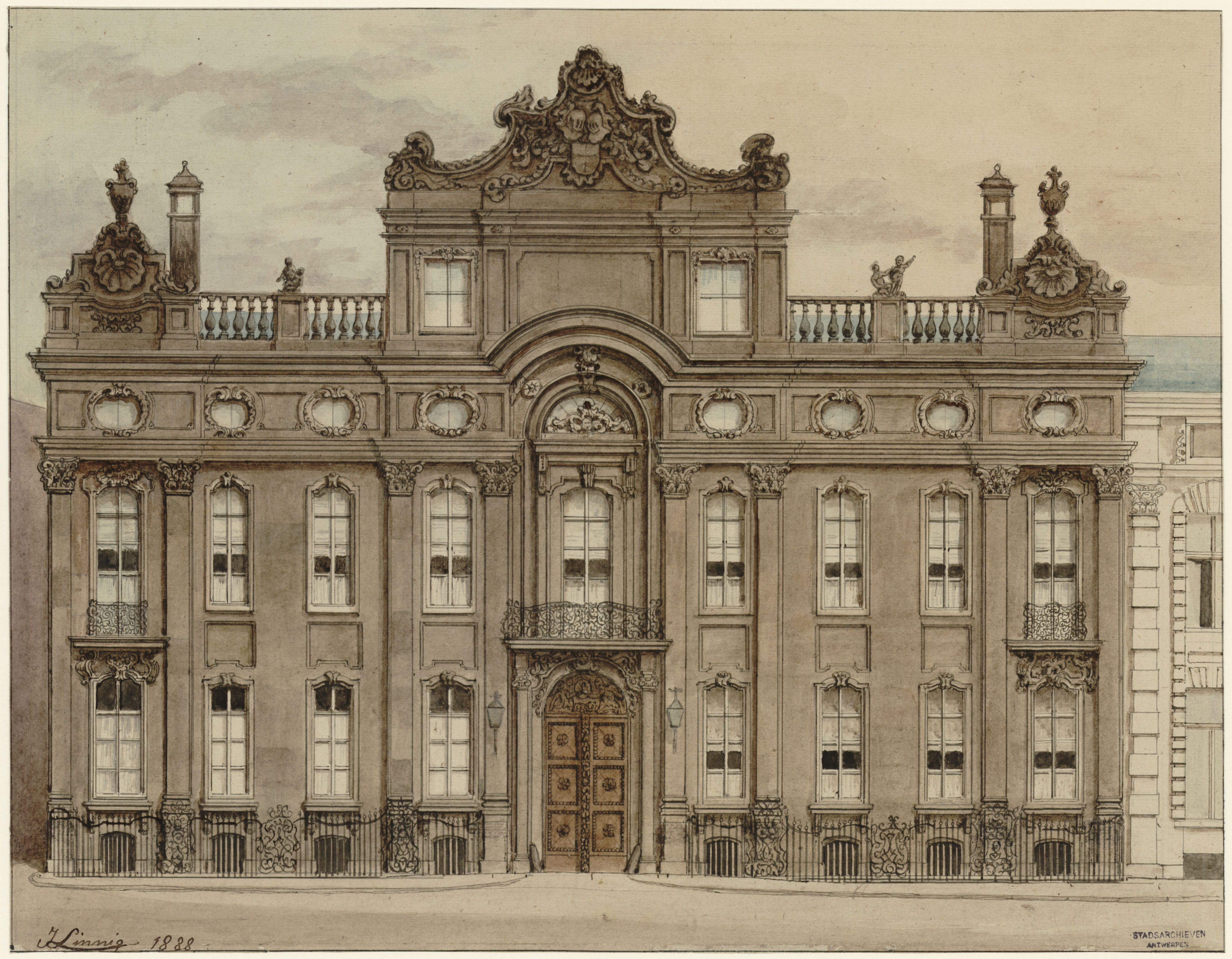
Paleis op de Meir

Das Koninklijk Paleis op de Meir ist ein Stadtpalais aus dem 18. Jahrhundert in der belgischen Stadt Antwerpen. Das denkmalgeschützte Palais befindet sich an der Kreuzung der Einkaufsstraße Meir und der Wapper.

## Königliches Palais von Antwerpen
Das Palais wurde Mitte des 18. Jahrhunderts als Stadtpalais gebaut. In Auftrag gegeben hat es der wohlhabende Kaufmann Joan Alexander van Susteren (1728–1764) und gebaut wurde es vom Antwerpener Architekten Jan Pieter van Baurscheidt de Jonge.
Die gute Lage weckte das Interesse von Napoleon I., der es 1811 kaufte. Er ließ es verschönern und nach seinen Vorstellungen einrichten. Nachdem Napoleon vertrieben wurde, war Belgien unter niederländischer Herrschaft und so ging das Palais in den Besitz der holländischen Krone über. Nach der Revolution von 1830 wurde das neu geschaffene belgische Königshaus Eigentümer der Palais. Die belgischen Monarchen verwendeten es als Kulisse für Empfänge von Gästen, die über den Hafen von Antwerpen an Land kamen. König Leopold II. ließ das Stadtpalais weiter verschönern und um den großen Spiegelsaal erweitern.
König Baudouin schenkte das Palais am 19. Dezember 1969 dem belgischen Volk.
Seit 2004 ist Erfgoed Vlaanderen für das Palais verantwortlich und derzeit mit der Renovierung des Empire-salons und der Verwirklichung von Brandschutzbestimmungen beschäftigt. Zudem wird mit dem königlichen Hofmöbeldepot verhandelt, einen Teil der historischen Einrichtungsgegenstände wieder in das Gebäude zu bringen.